# Frans Dierickx
Frans Dierickx (Malderen, 30 juli 1933 - Mechelen, 19 april 2005) is een Belgisch dirigent, muziekpedagoog en trombonist.

## Levensloop
Dierickx kreeg zijn eerste muzieklessen van zijn grootvader, die dirigent was van de Koninklijke Fanfare 'De Ware Vrienden der Eendracht' uit Malderen. Hij studeerde aan het Koninklijk Atheneum en Muziekacademie te Dendermonde. Aansluitend aan het Stedelijk Conservatorium te Mechelen (België) en aan het Koninklijk Vlaams Conservatorium te Antwerpen. 
Als beroepsmuzikant begon hij in 1951 als trombonist in de militaire muziekkorpsen te Aarlen, Brussel en Luik. Vanaf 1960 was hij solist trombone bij het Nationaal Orkest van België. Met dit orkest werden meerdere concertreizen gedaan in Duitsland, Oostenrijk, Zwitserland, Spanje, Portugal en de Verenigde Staten. Een bepaalde tijd speelde hij ook in de Brusselse Jazz-formatie "Jump College" in het casino te Knokke en ook bij de "Holiday On Ice"-show in de toenmalige velodroom van Brussel. 
In 1968 werd hij docent trombone aan het Stedelijke Conservatorium te Mechelen en in 1969 aan de gemeentelijke muziekacademie van Willebroek. 
Van 1968 tot 1993 was hij dirigent van de Koninklijke Fanfare 'De Ware Vrienden der Eendracht' uit Malderen. Van 1973 tot december 1975 was hij ook dirigent van de Koninklijke Fanfare 'St. Caecilia' uit Leest.